# Soto del Barco
Soto del Barco (en asturiano: Sotu'l Barcu) es un concejo del Principado de Asturias (España) ubicado en la costa cantábrica.
Está situado en la margen derecha de la desembocadura del río Nalón y forma parte de la mancomunidad de las Cinco Villas. Limita al norte con el mar Cantábrico, al sur con los concejos de Candamo y Pravia, al este con Castrillón y al oeste con el río Nalón, que hace de límite con Pravia y Muros de Nalón. Comprende una extensión total de 40,23 km², y alberga una población de 3940 habitantes en 2016, concentrándose mayoritariamente en las localidades de  San Juan de La Arena y la capital, Soto del Barco. Debe su nombre a una antigua embarcación utilizada para comunicar, en tiempos pasados, las dos orillas de la ría del Nalón, antes de que se construyese puente alguno.
Tiene una buena red comunicativa, atravesando el concejo la nacional N-632, que va de este a oeste, así como la autonómica AS-16, en dirección a Cornellana donde se une a la N-634. También dispone de servicio ferroviario, gracias a la línea de ferrocarril de Ferrol a Gijón, explotada por RENFE-FEVE.

## Geografía

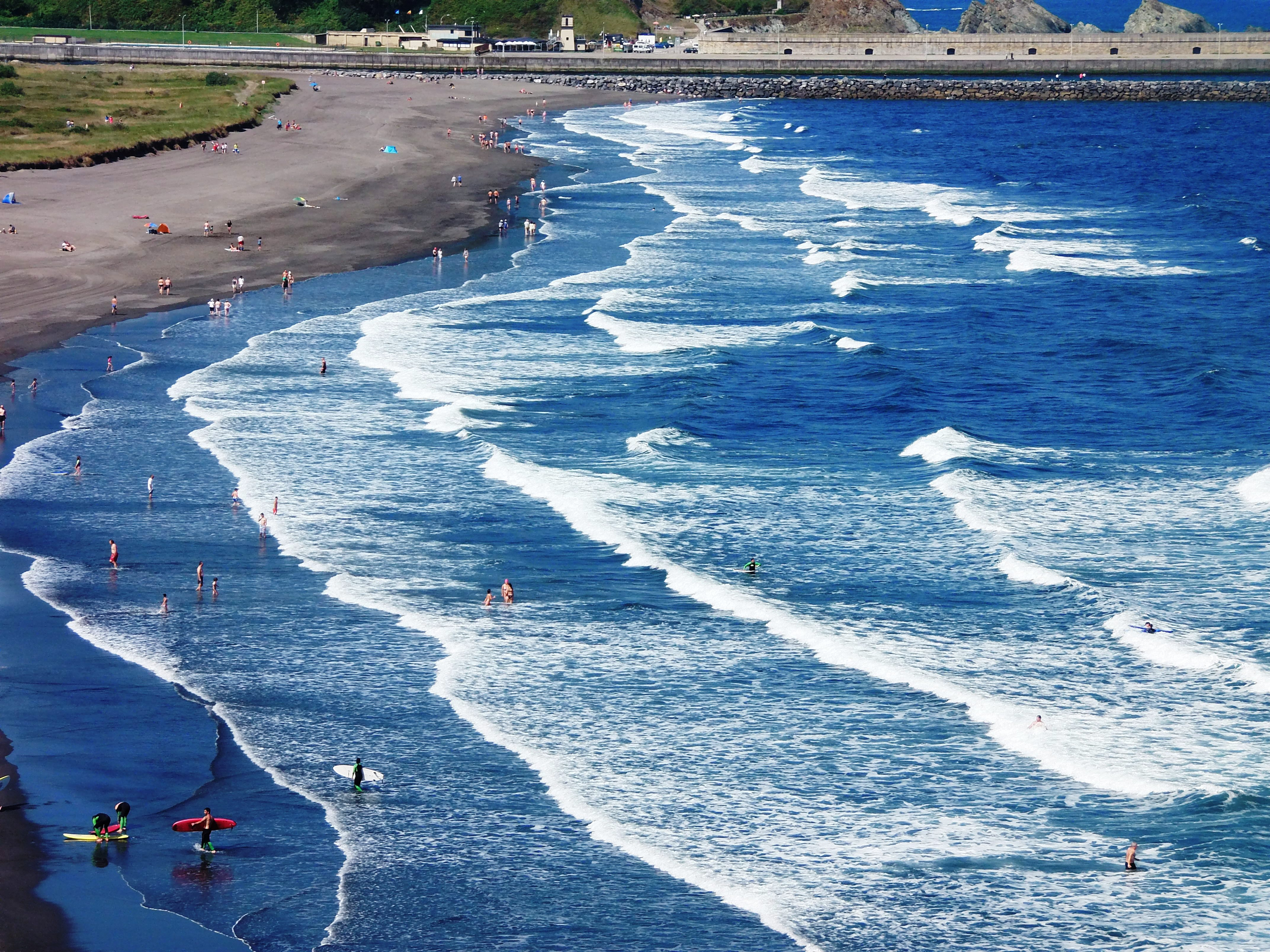
Los Quebrantos

Situado en la margen derecha de la desembocadura del Nalón, su relieve es suave, sin accidentes geográficos destacables. El río discurre por una amplia vega zigzagueando mientras forma pequeños islotes. El frente costero está ocupado por la extensa playa de los Quebrantos y El Pozaco.
Desde el punto de vista orográfico, Soto del Barco se caracteriza por la suavidad de su relieve, no mostrando grandes elevaciones ni pendientes de mención. Pertenece la casi totalidad del territorio a una superficie plana y lisa conocida como rasa que se da sobre una altura aproximada de cien metros y perdiendo tal condición en su parte meridional, donde podemos encontrar elevaciones algo más pronunciadas como las de la sierra de Mafalla]], en el linde con Candamo, y la de Fontebona en su límite con Pravia. Es en esta donde se halla la máxima altura del concejo con los 467 metros del alto de la Corona. Su franja costera está ocupada por el arenal de Los Quebrantos y por un abrupto acantilado rocoso. La orilla derecha del Nalón es mucho más suave y menos empinada que su parte occidental, situándose en ella los dos núcleos de población más importantes del municipio, Soto del Barco y San Juan de La Arena.

## Historia
El ser humano ha habitado esta zona desde la Prehistoria, como atestiguan algunos útiles característicos encontrados en el concejo. Por desgracia son demasiado escasos y dispersos para poder sacar conclusiones. Para la Edad del Hierro el municipio cuenta con el excepcional testimonio del castro de El Castillo de San Martín, excavado en la década de 1990, apareciendo notables testimonios materiales de una horquilla temporal que abarca más de un milenio y que, desafortunadamente, no ha sido publicado en condiciones.
El legado dejado por los romanos fue mucho mayor, dada la rápida integración de estas tierras en el Imperio. Existen vestigios de una villa en la zona de Ponte, además de haber sido encontradas numerosas cerámicas y monedas en el castillo de San Martín. Gracias a la romanización, se produjeron importantes mejoras en materia de comunicaciones, destacando la ruta que comunicaba el golfo de Vizcaya con Galicia. 
Durante el reino de Asturias, el castillo de San Martín se convirtió en una fortaleza con el objetivo de defender la estratégica desembocadura del Nalón de las incursiones normandas. Se atribuye su construcción (sobre un asentamiento anterior) al rey Alfonso III, y existe una buena documentación que nos permite conocer su estado en la época medieval. Durante toda la Edad Media fue escenario de disputas nobiliarias hasta que en 1617 pasó a manos de la casa de Miranda de forma definitiva.
Soto del Barco pertenecía en lo eclesiástico al arciprestazgo de Pravia de Aquençe, y administrativamente al concejo de Pravia. No fue hasta el 29 de diciembre de 1836 cuando se constituye como Ayuntamiento independiente.
Para retratar la historia reciente del concejo, no podemos olvidarnos del puerto de La Arena, al calor del cual surgió una importante industria conservera que desapareció en los años setenta. Al mismo tiempo se producía una importante emigración centrada principalmente en Cuba.
Durante la guerra civil española, Soto del Barco sufrió en sus tierras una dura batalla, al quedar fijada la frontera entre sublevados y republicanos en el Nalón durante más de un año.

## Demografía
Soto del Barco cuenta con una población de 3807 habitantes (INE 2024).
| Gráfica de evolución demográfica de Soto del Barco entre 1842 y 2021                                                |
| |
| Población de derecho según los censos de población del INE Población de hecho según los censos de población del INE |

La población según el INE en 2005 era de 4162 habitantes y ha mostrado una tendencia descendente durante la última década, cifra inferior a la de los años 60, debido a la crisis de la industria pesquera y conservera. Con la construcción de Ensidesa, muchos locales emigraron a Avilés.

## Economía
Durante las últimas décadas, el sector primario ha ido perdiendo su protagonismo de antaño dando paso a un predominio del sector servicios, que actualmente representa más del 50 % de la economía del municipio. Es especialmente destacable el aumento del peso de la construcción y el turismo durante los últimos años.
Centrándonos en la distribución del empleo, vemos que el sector servicios emplea al 49,75 % de la población, por un 33,17 % de la construcción, 12,49 % del sector primario y 4,6 % de la industria.

## Administración y política

### Gobierno municipal

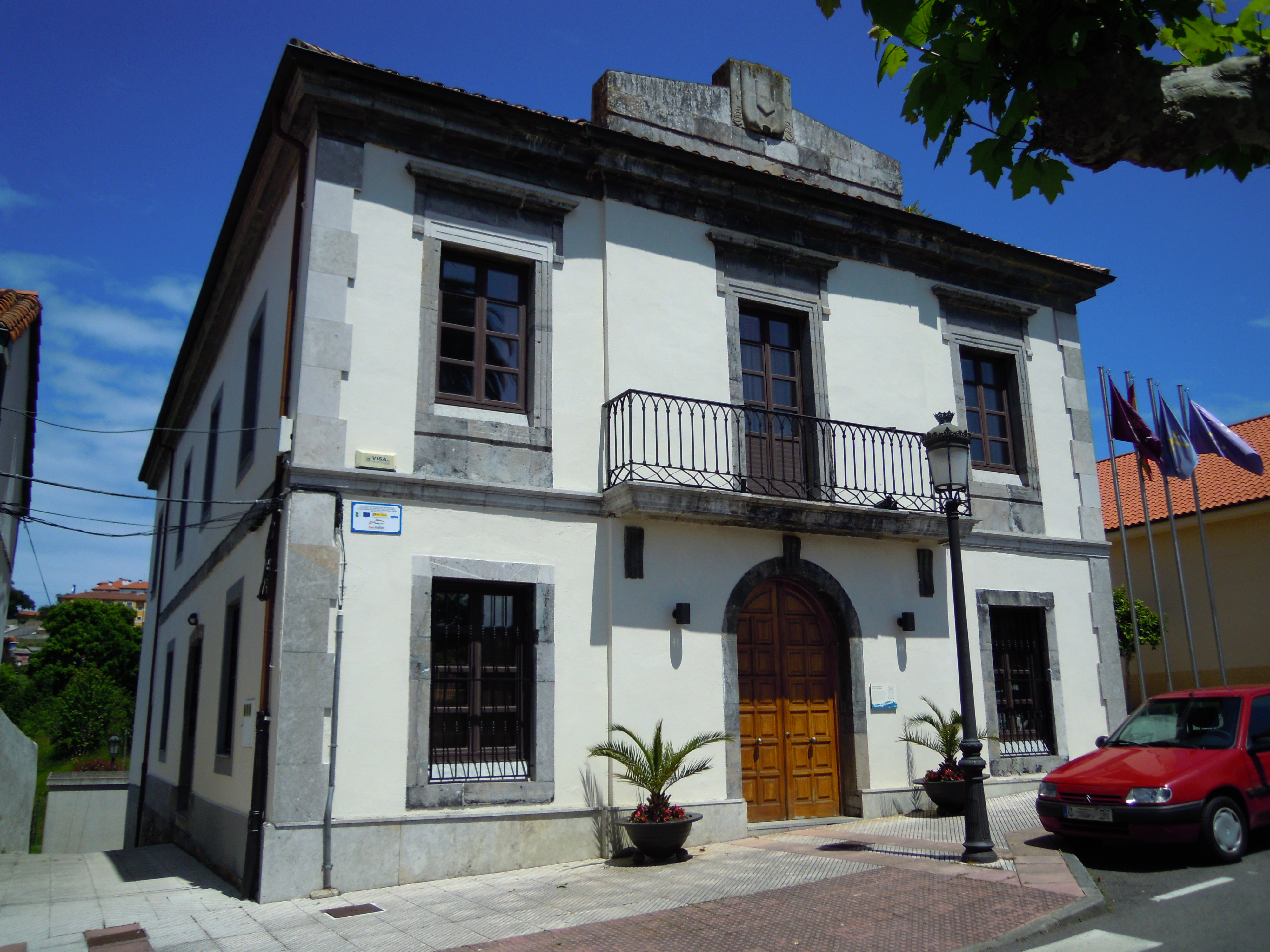
Casa consistorial

En el concejo de Soto del Barco, el partido que más veces ha gobernado ha sido el PSOE, en el poder desde 1983 hasta 2011. El actual alcalde es Jaime Menéndez Corrales, en el cargo desde 1991, primero en las filas del PSOE, y desde 2011 como líder de la Candidatura Independiente del Concejo de Soto del Barco (CISB).
| Periodo   | Nombre                       | Partido | Partido                                                        |
| --------- | ---------------------------- | ------- | -------------------------------------------------------------- |
| 1979-1983 | Ismael Álvarez Suárez        |         | Alianza Popular (AP)                                           |
| 1983-1991 | José Manuel Menéndez Álvarez |         | Federación Socialista Asturiana (FSA-PSOE)                     |
| 1991-2011 | Jaime José Menéndez Corrales |         | Federación Socialista Asturiana (FSA-PSOE)                     |
| 2011-2019 | Jaime José Menéndez Corrales |         | Candidatura Independiente del Concejo de Soto del Barco (CISB) |
| 2019-2023 | Jaime Pérez Lorente          |         | Candidatura Independiente del Concejo de Soto del Barco (CISB) |
| 2023-act. | José Manuel Lozano           |         | Candidatura Independiente del Concejo de Soto del Barco (CISB) |

| Partido político    | Partido político                                                                | 1979   | 1983   | 1987   | 1991   | 1995   | 1999   | 2003   | 2007   | 2011   | 2015   | 2019   | 2023   |
| Partido político    | Partido político                                                                | Ediles | Ediles | Ediles | Ediles | Ediles | Ediles | Ediles | Ediles | Ediles | Ediles | Ediles | Ediles |
|                     | Candidatura Independiente Concejo de Soto del Barco (CISB)                      | —      | —      | —      | —      | —      | —      | —      | —      | 6      | 7      | 6      | 8      |
|                     | Federación Socialista Asturiana (FSA-PSOE)                                      | 5      | 5      | 6      | 7      | 8      | 8      | 8      | 7      | 2      | 1      | 4      | 2      |
|                     | Alianza Popular (AP)-Partido Popular (PP)                                       | 5      | 6      | 2      | 1      | 3      | 2      | 2      | 3      | 2      | 1      | 1      | 0      |
|                     | Foro Asturias (FAC)                                                             | —      | —      | —      | —      | —      | —      | —      | —      | 1      | 1      | —      | —      |
|                     | Partido Comunista de España (PCE)-Izquierda Unida (IU)-Bloque por Asturies (BA) | 1      | 1      | —      | —      | —      | —      | 1      | 1      | —      | 1      | 0      | 0      |
|                     | Unión de Centro Democrático (UCD)-Centro Democrático y Social (CDS)             | 2      | 1      | 1      | 1      | —      | —      | —      | —      | —      | —      | —      | —      |
|                     | Candidatura Independiente-Por Un Concejo Mejor (CI-PUCM)                        | —      | —      | 4      | 3      | —      | —      | —      | —      | —      | —      | —      | —      |
|                     | Un Municipio en Progreso (UMP)                                                  | —      | —      | —      | 1      | —      | —      | —      | —      | —      | —      | —      | —      |
|                     | Unión Renovadora Asturiana (URAS)                                               | —      | —      | —      | —      | —      | 1      | —      | —      | —      | —      | —      | —      |
|                     | Agrupación de Electores de San Juan de la Arena Sí (SJASI)                      | —      | —      | —      | —      | —      | —      | —      | —      | —      | —      | —      | 1      |
| Total de concejales | Total de concejales                                                             | 13     | 13     | 13     | 13     | 11     | 11     | 11     | 11     | 11     | 11     | 11     | 11     |

### Organización territorial

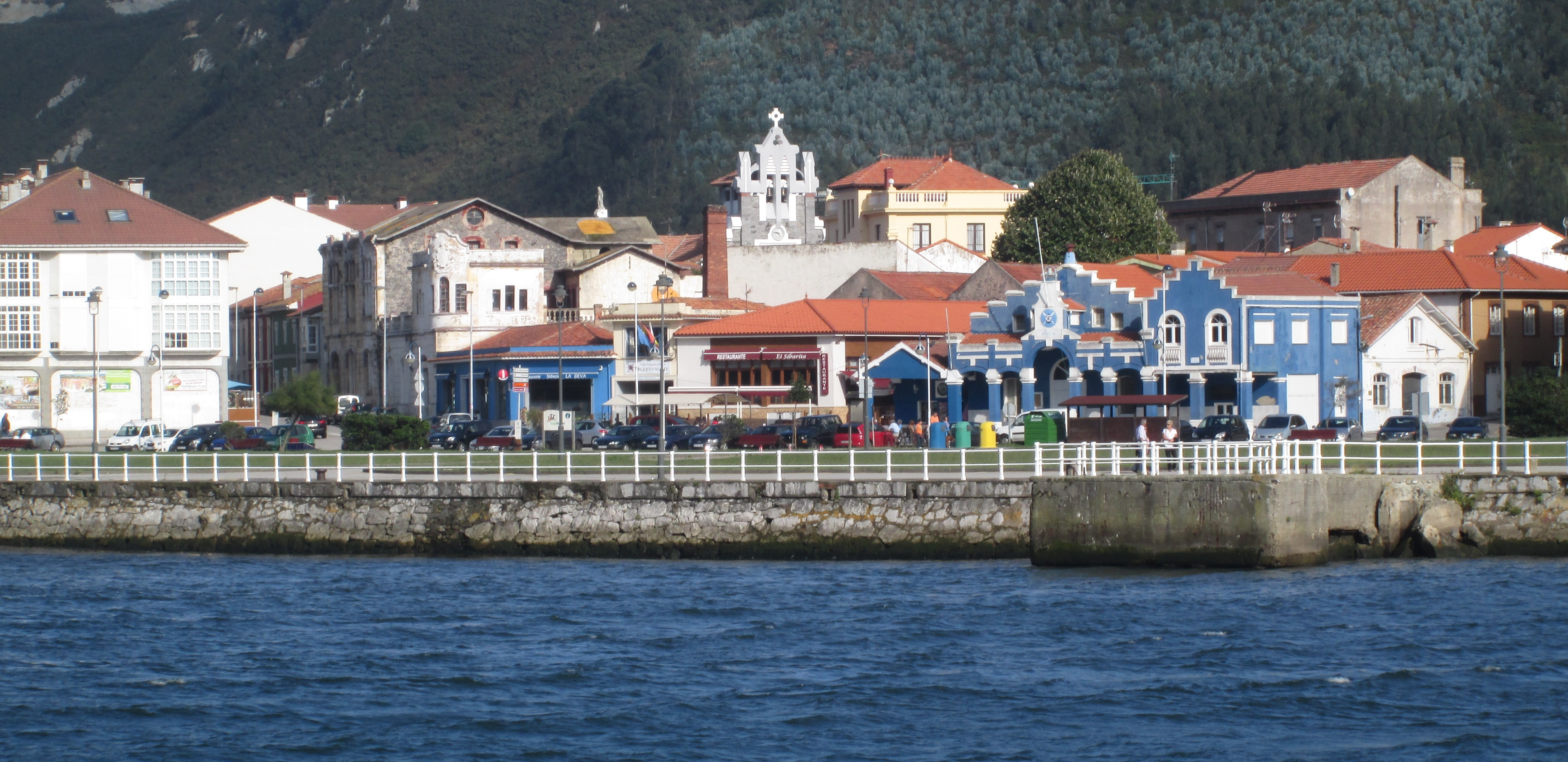
San Juan de La Arena

Según el nomenclátor de 2017 el concejo está formado por las parroquias de:
- Soto del Barco (1524 habitantes)
- La Corrada (395 habitantes)
- Ranón (1672 habitantes)
- Riberas (333 habitantes)

## Cultura

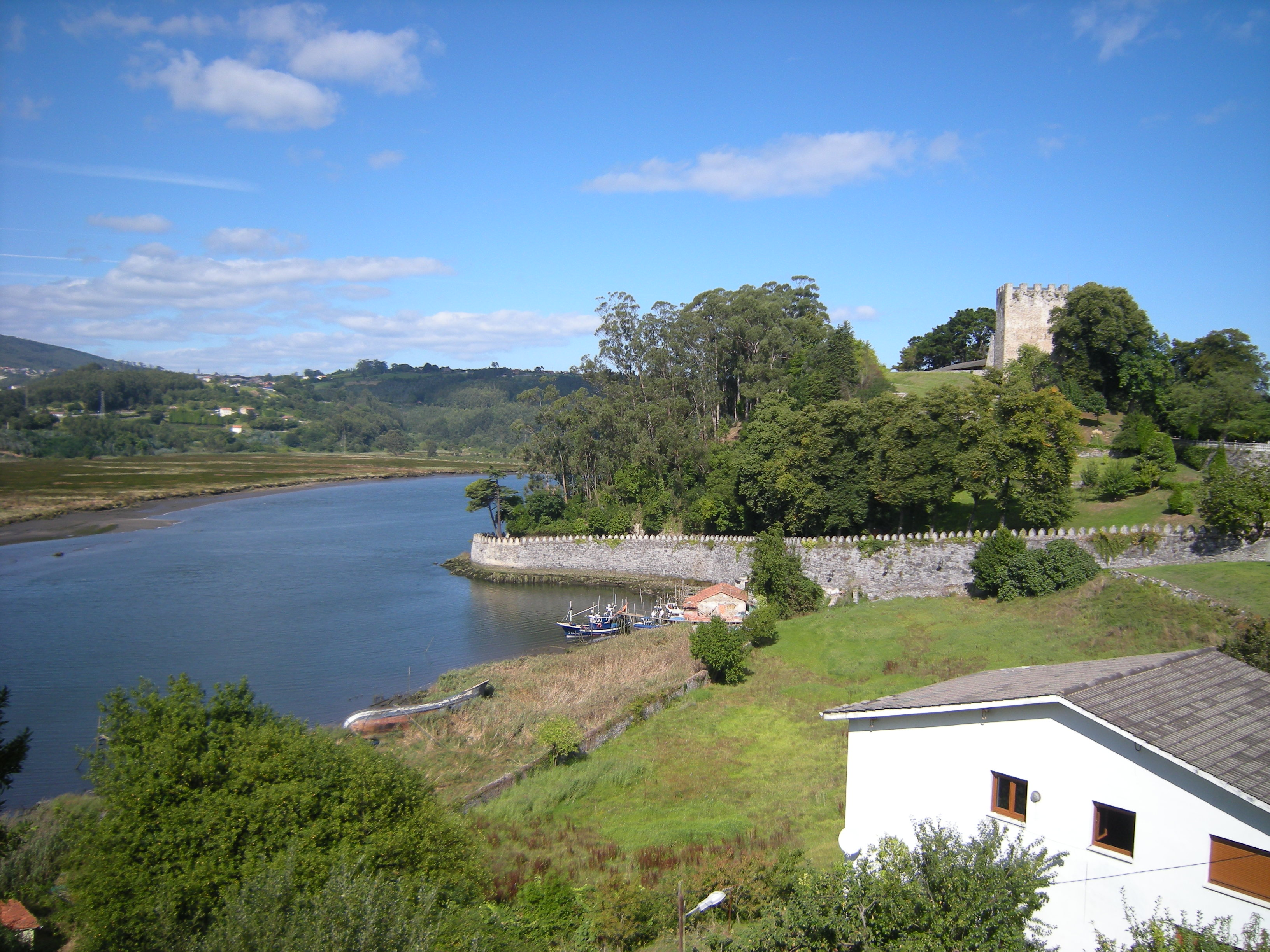
Castillo de San Martín

El monumento más antiguo e importante del concejo es el castillo de San Martín, el cual está delimitado por una cerca almenada que llega hasta el río. Consta de una torre de planta cuadrada y tres pisos, rematada con almenas, además de una serie de construcciones del siglo XIX.
Otros elementos destacables son el palacio de Ferrera, del siglo XVI y situado en Ponte y el palacio de la Magdalena en el barrio homónimo, edificado en el XVIII. Siendo este último un hotel de 4* llamado Palacio de La Magdalena.
En lo que respecta a la arquitectura civil, destacan las construcciones realizadas por los indianos como las existentes en Riberas y La Ferrería. También llama la atención el diseño de la lonja de pescado y la antigua fábrica de conservas Lis, de estilo modernista,  la única que permanece en pie de las muchas que existieron en la localidad de San Juan de La Arena.
Hay que destacar el Centro de Interpretación Puerta del Mar, situado en San Juan de La Arena, un espacio cultural dedicado a mostrar, en varias salas expositivas, los oficios relacionados con la actividad pesquera y el carbón, también cuenta con una sala para exposiciones temporales. El Centro abre en temporada de verano.
El Concejo cuenta con dos Casas de Cultura, una en Soto del Barco y la otra en San Juan de La Arena, dotadas de biblioteca, sala de exposiciones y salón de actos. En el caso de Soto del Barco, adosado se encuentra el teatro Clarín, edificado en 1920 que es el principal centro cultural en el que, a lo largo del año, se desarrollan actividades de cine, teatro, música y conferencias..

### Deporte
La entidad deportiva más destacada de Soto del Barco es el club Remeros del Nalón, dedicado como su nombre indica al deporte del remo, que atesora un impresionante historial de triunfos a nivel nacional conseguidos en su mayoría en la década de 1950. Entre ellos se cuentan la victoria en la Regata de la Copa del Generalísimo de traineras en La Coruña y varios títulos de Campeón o Subcampeón de España de bateles, trainerillas y traineras.

### Gastronomía
Prevalece la cocina marinera en todas sus vertientes: calderetas, pescados al horno, a la plancha o en fritura, mariscos... El plato estrella es la angula, un manjar con precios prohibitivos que se pesca en el municipio.

### Fiestas
A lo largo del año tienen lugar, en las diferentes parroquias, las  fiestas patronales; San Blas y Nuestra Señora, en Riberas; San Roque, en Ranón; San Lorenzo, en La Corrada; San Martín, en El Castillu; Sagrado Corazón, en Caseras, destacando San Isidro y San Pedro, en Soto del Barco y San Telmo y San Juan, en San Juan de La Arena. Es esta última localidad del 24 de junio se celebra una singular procesión declarada Fiesta de Interés Turístico del Principado de Asturias.